# Lago del Bernigolo

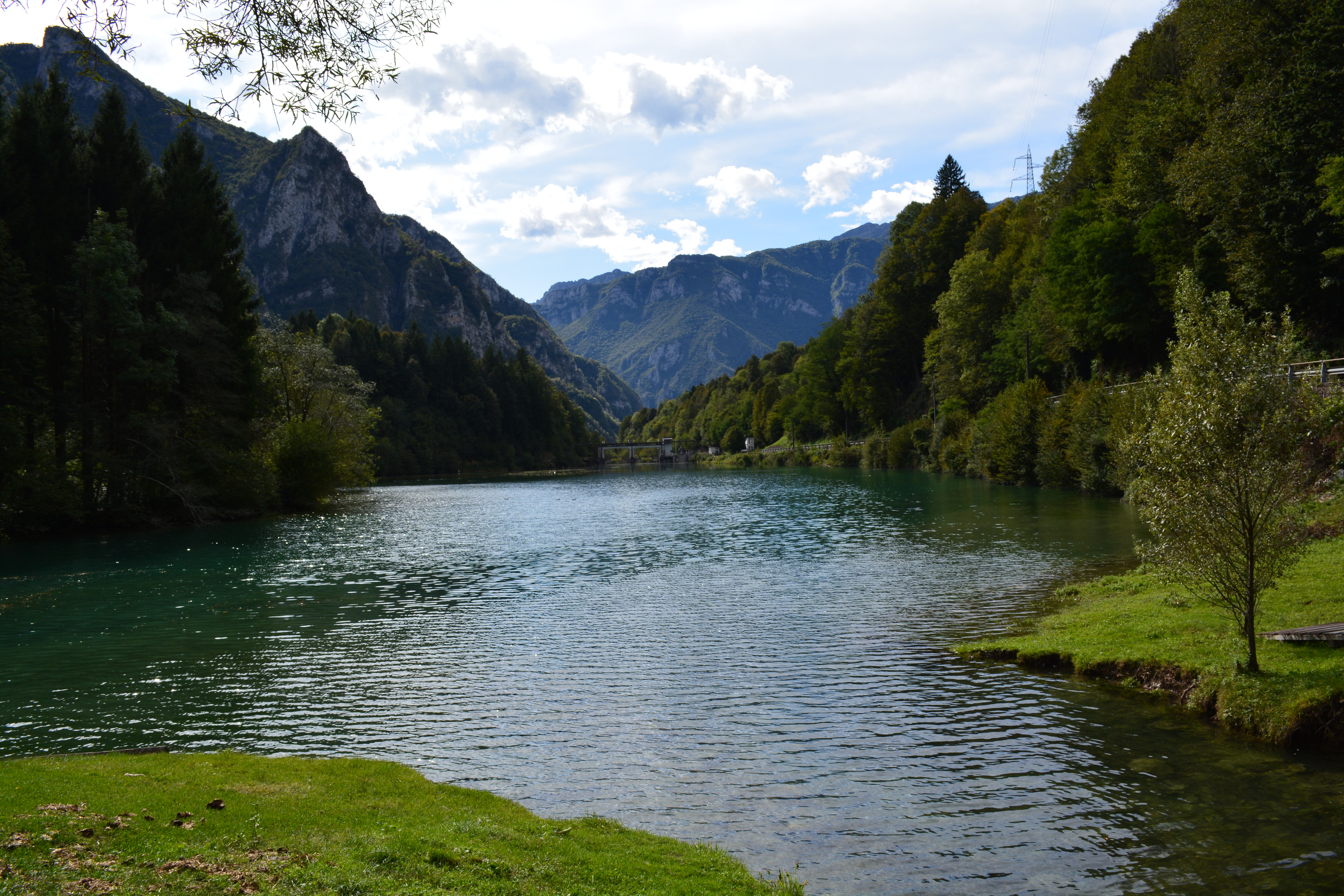
Lago del Bernigolo.

Il lago del Bernigolo é un bacino artificiale situato in val Brembana, nel territorio del comune di Moio de' Calvi (provincia di Bergamo), l'invaso è di proprietà dell'ENEL. Pur essendo un invaso artificiale sulle rive del lago erano attive alcune strutture turistiche. 
Il lago fu creato nel 1947 sbarrando il corso del fiume Brembo per far confluire le acque nella centrale elettrica di Lenna.
Nel 2013 è stato approvato un piano di recupero delle acque del lago fortemente deteriorate a causa del progressivo accumulo di detriti sul fondo del bacino causato da ripetuti eventi alluvionali, il più intenso è stato il 18 luglio del 1987 in occasione di una piena del Brembo. 
Lo svuotamento del bacino effettuato nel febbraio del 2015 ha evidenziato una forte riduzione della capacità dell'invaso che nel 1947 era stimata a 520.000 metri cubi.